# واد الخرشوف (اجبابرة)
واد الخرشوف هي إحدى مشيخات المملكة المغربية، تتبع جغرافيا لإقليم تاونات وإداريًا لاجبابرة. يقدر عدد سكانها بـ 11718 نسمة حسب الإحصاء الرسمي للسكان والسكنى لسنة 2004.